# Flashwood
Pour plus de détails, voir Fiche technique et Distribution.
Flashwood est un film québécois réalisé par Jean-Carl Boucher sorti en 2020.
Le nom du film correspond au surnom de la ville de Boisbriand en banlieue nord de Montréal où le réalisateur a vécu durant son adolescence.

## Synopsis
La vie d'un groupe d'amis vivant la fin de leur adolescence en banlieue qui parlent de leurs amours, de leurs ambitions mais aussi des moments de banalité de la vie banlieusarde. Par la suite, on se retrouve 5 ans plus tard où on découvre ce qu'ils sont devenus alors que leur vie d'adulte est entamée.

## Fiche technique
Sauf indication contraire, les informations mentionnées dans cette section peuvent être confirmées par la base de données cinématographiques IMDb,  présente dans la section « Liens externes ».
- Titre original : Flashwood
- Réalisation : Jean-Carl Boucher
- Scénario : Jean-Carl Boucher
- Musique : Pilou (Pierre-Philippe Coté)
- Conception artistique : Sophia Belahmer, Catherine K. Pelletier, Jean-Carl Boucher
- Costumes : Guillaume Laflamme, Valérie Gagnon-Hamel
- Maquillage : Virginie Bachand, Éloïse Bourbeau, Sarah Ladouceur
- Photographie : Louka Boutin, Steve Asselin
- Son : Christophe Motte, Thomas Sédillot, Sylvain Brassard
- Montage : Charles Grenier
- Production : Jean-Carl Boucher, Nicole Robert
- Société de production : Go Films
- Société de distribution : Entract Films
- Pays de production :  Canada
- Langue originale : français
- Format : couleur
- Genre : drame, chronique
- Durée : 92 minutes
- Dates de sortie :
  - Canada : 4 mars 2020 (première mondiale aux 38es Rendez-vous Québec Cinéma)
  - Canada : 7 août 2020 (sortie en salle au Québec)

## Distribution
- Pier-Luc Funk : Luc
- Antoine DesRochers : Hugo
- Simon Pigeon : Louis
- Maxime Desjardins-Tremblay : Ti-Max
- Laurent-Christophe De Ruelle : Chris
- Karelle Tremblay : Camille
- Rose-Marie Perreault : Stéphanie
- Mehdi Bousaidan : Romain
- Martin Dubreuil : Marc
- Jeanne Roux-Côté : Julie
- Didier Emmanuel : Didier
- Joanie Martel : Nadia
- Martin Boily : Sylvain Trépanier
- Sophie Nélisse : Rose
- Élodie Grenier : Élodie
- Stéphane Crête : l'homme qui offre le vélo
- Carla Turcotte : Gen
- Antoine Pilon : client
- Pierre-Luc Lafontaine : client
- Roger Léger : homme du quartier (pizza)
- Olivier Barrette : l'homme qui achète la pizza
- Jacques Lecavalier : homme du quartier
- Fannie Rainville : femme du quartier (pizza)
- Maude Carmel-Ouellet : serveuse